# جمع الصلوات
جمع الصلوات وهي أن يجمع بين صلاتين في وقت واحد، فتكون بجمع صلاة الظهر وصلاة العصر في وقت إحداهما فيقدم العصر ويصليها مع الظهر في وقتها وهذا يسمى جمع تقديم، أو يؤخر الظهر ويصليها مع العصر في وقتها وهذا يسمى جمع تأخير، وكذا فلا تجمع  صلاة المغرب وصلاة العشاء في وقت إحداهما فيقدم العشاء ويصليها مع المغرب في وقتها وهذا يسمى جمع تقديم، أو يؤخر المغرب فيصليها مع العشاء في وقتها وهذا يسمى جمع تأخير، ويراعى الترتيب في كل الأحوال السابقة فيصلي الظهر قبل العصر ويصلي المغرب قبل العشاء، ولا يجمع بين الفجر والعشاء، ولا بين الفجر والظهر ولا بين العصر والمغرب.

## رخص الجمع
وقال الليث حدثني عقيل عن ابن شهاب قال: أخبرني سالم أن الحجاج بن يوسف عام نزل بابن الزبير رضى الله تعالى عنهما سأل عبد الله رضى الله تعالى عنه كيف تصنع في الموقف يوم عرفة، فقال سالم إن كنت تريد السنة فهجر بالصلاة يوم عرفة، فقال عبد الله بن عمر صدق إنهم كانوا يجمعون بين الظهر والعصر في السنة فقلت لسالم أفعل ذلك رسول الله صلى الله عليه وسلم، فقال سالم وهل تتبعون في ذلك إلا سنته دخال عبدالرَّحْمنِ
يجوز للمصلي أن يجمع بين صلاتين في عدة حالات:
- يشرع الجمع بين الظهر والعصر للحاج في عرفات جمع تقديم فيصلي الظهر والعصر عند أول وقت الظهر ويشرع الجمع بين المغرب والعشاء بعد الإفاضة من عرفات جمع تأخير، وقد روى جابر في صفة حج النبي قال : ثم أذن ثم أقام فصلى الظهر ثم أقام فصلى العصر ولم يصل بينهما شيئا ... حتى أتى المزدلفة فصلى بها المغرب والعشاء بأذان واحد وإقامتين ولم يسبح بينهما شيئا . رواه مسلم .
- في السفر : يشرع الجمع بين الظهر والعصر وبين المغرب والعشاء جمع تقديم أو جمع تأخير وهو مذهب الشافعية والمالكية والحنابلة لثبوت ذلك عن النبي ﷺ في أحاديث منها ما رواه مسلم عن معاذ رضي الله عنه قال خرجنا مع النبي ﷺ في غزوة تبوك فكان يصلي الظهر والعصر جميعا والمغرب والعشاء جميعا .
- في المرض : يجوز الجمع بين الظهر والعصر والمغرب والعشاء عند المالكية والحنابلة وذهب إليه جماعة من فقهاء الشافعية وقال النووي : هذا الوجه قوي جدا، واحتجوا أن الجمع لا يكون إلا لعذر والمرض عذر وقاسوه على السفر بجامع المشقة بل إن المشقة في إفراد الصلوات على المريض أشد منها على المسافر إلا أن المالكية يرون أن الجمع الجائز في المرض هو جمع التقديم فقط، بينما ذهبت الحنفية وهو مشهور مذهب الشافعية إلى عدم جواز الجمع للمرض لعدم ثبوته عن النبي ﷺ رغم مرضه أمراضاً كثيرة .
- في المطر الذي يبل الثياب والبرد : فقد ذهب جمهور فقهاء الشافعية والمالكية والحنابلة إلى جواز الجمع بين المغرب والعشاء بسبب ذلك لحديث ابن عباس في الصحيحين : وصلى رسول الله صلى الله عليه وسلم بالمدينة الظهر والعصر جميعا والمغرب والعشاء جميعا، وزاد مسلم في رواية : من غير خوف ولا سفر .
- في الخوف : ذهب الحنابلة وبعض الشافعية وهو رواية عند المالكية إلى جواز الجمع لسبب الخوف بين الظهر والعصر وبين المغرب والعشاء تقديما وتأخيرا، واستدلوا بحديث ابن عباس السابق : من غير خوف ولا سفر، وقالوا فهذا يدل على أن الجمع للخوف أولى، وذهب أكثر الشافعية وهو جار على رواية عند المالكية إلى عدم جواز الجمع للخوف لأن الصلاة لها مواقيت معلومة شرعا فلا يخرج عنها إلا بدليل .
- وفي العذر : ذهب جمهور الفقهاء إلى عدم جواز الجمع لغير الأعذار السالفة لأن أخبار المواقيت ثابتة عن الشارع ولا تجوز مخالفتها إلا بدليل خاص .
- الأسير: ذُكر في كتاب الموطأ "سئل مالك بن أنس عن صلاة الأسير، فقال مثلُ صلاة المقيم"، يُتمّ الأسيرُ صلاتَه فلا يقصرها ما دام مقيماً، ويصليها في وقتها فلا يجمعها، إلا إن سافر به الأعداءُ فيجوز له الجمع، كما يُرخّص للأسير جمعُ الصلاة إن منعه السجّانون من الماء.[3]